# 마스터 P
퍼시 로버트 밀러(Percy Robert Miller, 1970년 4월 29일 ~ )는 마스터 P(Master P)라는 예명으로 잘 알려진 미국의 래퍼, 배우, 사업가이다. 로미오 밀러와 심포니크 밀러라는 아들딸이 있다.

## 같이 보기
- 유니버설 뮤직 그룹